# Мокаев, Азрет Гонаевич
Азрет Гонаевич Мокаев (карач.-балк. Мокаланы Гонайны жашы Азрет; 1899, с. Южная Балкария, Терская область — ноябрь 1943, Узбекская ССР) — советский партийный и государственный деятель. Председатель Президиума Верховного Совета Кабардино-Балкарской АССР с 1939 по 1941 гг. Репрессирован, реабилитирован посмертно. По национальности балкарец.

## Биография
- 1930 — 1938 — председатель колхоза «Средняя Балкария» (Кабардино-Балкарская автономная область)
- 1938—1939 — член Президиума Верховного Совета Кабардино-Балкарской АССР[2]
- 15.5.1939 — 27.1.1941 — председатель Президиума Верховного Совета Кабардино-Балкарской АССР
- 11.1941 — арестован по обвинению «контрреволюционной буржуазно-националистической деятельности»
- 04.1943 — сослан в Узбекистан в один из лагерей ГУЛАГа[3]